# 藍色管弦樂
《青之管弦樂》是阿久井真所創作的日本漫畫，由2017年起於小學館旗下的漫畫應用程式「Manga One」（マンガワン）和漫畫網站「裏Sunday」（裏サンデー）開始連載。改編電視動畫於2023年4月9日首播。

## 劇情簡介
曾在小提琴競賽中獲得多項出色成就的前天才少年青野一，因為家庭變故的因素，最後選擇放棄了小提琴。不過就在國中三年級時與秋音律子相遇後，青野再次拉起了小提琴，並於升學後加入了高中的管弦樂社打算要在之後的競賽中奪冠。而他與佐伯直的邂逅更燃起了兩人對小提琴的技藝的競爭心。

## 登場人物
青野一（聲：千葉翔也；演奏：東亮汰）
一年級，生日1月1日。本作的男主角。留著遮眼髮、略顯陰沉的少年，父親是專業小提琴演奏家青野龍仁，因而從小接受小提琴的英才教育。擁有非凡的演奏才華。雖然在父母離婚後不願再拉小提琴，但與律子相遇後時隔一年再度重燃自己對音樂的熱愛。毫無運動細胞，成績也不是很好，但在武田老師的鼓勵和律子的幫助下努力學習，成功考入千葉縣立海幕高中，和律子一起加入了管弦樂部。以樂團首席為目標，與同父異母的弟弟佐伯直互相視對方為競爭對手。
秋音律子（聲：加隈亞衣；演奏：山田友里恵）
一年級，生日9月23日。本作的女主角。性格直率好勝的少女。雖然行事魯莽，但正義感很強、充滿行動力，能夠坦率地承認自己的缺點。小時候父母常常不在家，為打發無聊常聽小提琴CD，因此對演奏小提琴產生了濃厚的興趣。與一相反，成績很好，也非常擅長運動。考入海幕高中後，和一加入了管弦樂部。親生母親去世了，而父親在國外出差，因此與在報社工作的繼母一起生活。
佐伯直（聲：土屋神葉；演奏：尾張拓登）
一年級，生日2月6日。一的競爭對手，戴著眼鏡、性格安靜的小提琴天才少年。12歲前在德國生活，回來到日本後開始參加各種競賽，以碾壓的姿態一直拿冠軍。能說日語，但在漢字閱讀和寫作方面有些困難。通過推薦進入海幕高中並加入管弦樂部，開始了與一的競爭關係。是青野一同父異母的弟弟。女高音歌手的母親因與一的父親龍仁有染而導致一的家庭破裂。
小櫻春（聲：佐藤未奈子；演奏：小川恭子）
喜歡青野 一 小學2年級時與青野 一約定一起合奏但似乎被忘記了。在國中的時候，被班上的同學霸凌過，後來轉學到其他學校就讀
山田一郎（聲：古川慎；演奏：佐藤晴真）

立花静（聲：Lynn；演奏：城戸かれん）
海幕高中管弦樂社的社員。
羽鳥葉（聲：浅沼晋太郎；演奏：關朋岳）

原田蒼（聲：榎木淳弥；演奏：瑪麗亞·杜埃尼亞斯）
海幕高中管弦樂社的成員，樂團首席兼第一小提琴首席。
青野龍仁（聲：置鮎龍太郎；演奏：希拉蕊·哈恩）
青野一與佐伯直的父親。著名的小提琴演奏家。因為外遇暴露的問題與妻子離婚。
立石真理（聲：小原好美）
海幕高中管弦樂社的社長，青野等人的學姊。有點害怕鮎川老師生氣時的臉曾經差點被嚇哭。
米澤千佳（聲：前田佳織里）
海幕高中管弦樂社的成員，第二小提琴首席。
柴田修（聲：福島潤）

青野母親（聲：齋藤千和）

武田老師（聲：金子隼人）

鮎川廣明（聲：小野大輔）

町井美月（聲：安濟知佳）

高橋翼（聲：青木瑠璃子）

木村隆美（聲：金元寿子）

裾野姫子（聲：金澤まい）

滝本かよ（聲：渕上舞）

飯田早苗（聲：大久保瑠美）

菊池努（聲：水島大宙）

## 電視動畫
2022年4月12日，宣佈將獲改編為電視動畫。8月8日，宣佈電視動畫定於2023年春季在NHK教育頻道首播。

### 主題曲
第1季
片頭曲Cantabile
主唱：Novelbright
作詞：竹中雄大，作曲：竹中雄大、沖聰次郎，編曲：Novelbright
片尾曲
主唱：Yuika
作詞、作曲：粗品，編曲：syudou

### 各話列表
| 第一话     | 青野一                 | 柿原優子 | 岸誠二 前田薰平 田中貴大 | 市村仁彌          | 森田和明 高岡希一                                          | 2023年 4月9日 |
| 第二话     | 秋音律子               | 柿原優子 | 前田薰平                 | 前田薰平          | 森田和明 篠田美咲 中野友贵                                 | 4月16日       |
| 第三话     | 海幕高校管弦樂團俱樂部 | 柿原優子 | 神谷纯                   | 粟井重纪          | 后藤香织 小松香苗 松下纯子 符世铭 张金浩 赵珉 徐学文       | 4月23日       |
| 第四话     | 佐伯直                 | 柿原優子 | 田中貴大                 | 宮田政典          | 後藤香織 小松香苗 川本和隆 齋 田倉佳乃 等等力美穗 服部未夢 | 4月30日       |
| 第五话     | 原田蒼                 | 柿原優子 | 前田薰平                 | 市村仁弥          | 森田和明 佐藤好春 篠田美咲                                 | 5月7日        |
| 第六话     | 雨之日                 | 柿原優子 | 神谷純                   | 粟井重紀          | 後藤香織 上赤由香里 清水椋太 張金浩 霍晨佳 陶啟偉          | 5月14日       |
| 第七话     | 小櫻春                 | 柿原優子 | 市村仁弥                 | 宫城大翔          | 岩永辽太 松本紗里 赵玲                                     | 5月21日       |
| 第八话     | G弦上的咏叹调          | 柿原優子 | 神谷純                   | 田中貴大          | 小松香苗 符世銘 廣中美佳 松下純子 張金浩 徐學文 王俊       | 5月28日       |
| 第九话     | 前輩                   | 柿原優子 | 前田薰 平神谷純 市村仁弥 | 鈴村薰            | 佐藤和馬 赤城史寿 仲元勇信                                 | 6月4日        |
| 第十话     | 初心者與經驗者         | 柿原優子 | 田中貴大                 | 映月              | 後藤香織 符世銘 廣中美佳 張金浩 徐學文 楊陽 金逸凡         | 6月11日       |
| 第十一话   | 決戰前夜               | 池田雪   | 神谷純                   | 鈴木拓郎          | 高岡希一                                                   | 6月18日       |
| 第十二话   | 試音會                 | 柿原優子 | 入江泰浩                 | 黑田晃一郎 毛應星 | 後藤香織 關鵬 明光 慧敏                                    | 6月25日       |
| 第十三话   | 自己的音色             | 高橋幹子 | 市村仁弥                 | 市村仁弥          | 篠田美咲 佐藤好春                                          | 7月2日        |
| 第十四话   | 走近                   | 池田雪   | 森山雄治                 | 田中貴大          | 後藤香織 tofu 上赤由香里 清水椋大 川本和隆 符世銘          | 7月9日        |
| 第十五话   | 本音                   | 池田雪   | 田中貴大                 | 前田薰平          | 高岡希一 中野友貴 武本心                                   | 7月16日       |
| 第十六话   | 擔心                   | 柿原優子 | 神谷純                   | 秦義博 毛應星     | 後藤香織 山內則康 鈴木捺世 明光 慧敏 瑞木晶                | 7月23日       |
| 第十七话   | 另一個本音             | 柿原優子 | 安形裕篤 西田正義        | 竹谷徹平          | 張金浩 吳曉偉 徐學文 徐學武 楊陽 陶啟偉                    | 7月30日       |
| 第十八话   | 真實                   | 柿原優子 | 前田薰平                 | 遠藤良柄 毛應星   | 後藤香織 廣中美佳 吳曉偉 徐學文 明光 慧敏 瑞木晶           | 8月27日       |
| 第十九话   | 作為你                 | 柿原優子 | 鈴木拓郎                 | 鈴木拓郎          | 篠田美咲 佐藤好春                                          | 9月3日        |
| 第二十话   | 夏天的居所             | 高橋乾子 | 田中貴大                 | 竹谷徹平          | 徐學文 徐學武 覃國慶 林子葉 梁家園 廖菲                    | 9月10日       |
| 第二十一话 | 幽默曲                 | 高橋乾子 | 市村仁弥 神谷純          | 市村仁弥 神谷純   | 高岡希一 武本心 中野友貴 篠田美咲                          | 9月17日       |
| 第二十二话 | 贈言                   | 池田雪   | 梅津朋美                 | 遠藤良柄          | 後藤香織 廣中美佳 徐学文                                   | 9月24日       |
| 第二十三话 | 定期演奏會             | 柿原優子 | 神谷純 市村仁彌          | 前田薰平          | 篠田美咲.佐藤好春 森田和明                                 | 10月1日       |
| 第二十四话 | 來自新世界             | 柿原優子 | 前田薰平 鈴木拓郎        | 前田薰平 鈴木拓郎 | 中野友貴                                                   | 10月8日       |

## 外部連結
- 漫畫連載網站（日語）
- 電視動畫官方網站（日語）